# Ligue indépendante des écoles de samba de Rio de Janeiro
 (novembre 2023).
La Ligue indépendante des écoles de samba de Rio de Janeiro, en Portugais Liga Independente das Escolas de Samba do Rio de Janeiro (LIESA), est la principale association organisatrice du carnaval de Rio de Janeiro.

## Histoire
Les dirigeants de dix des principales écoles de samba de Rio de Janeiro ont décidé en 1984 de se réunir et de concevoir ce qu'ils pensaient être le mieux pour la fête. Dès lors, ils créent leur propre association, LIESA, qui commence à gérer les défilés, en reversant les profits du carnaval aux écoles de samba du Groupe spécial, le principal défilé de la ville.

## Centre de mémoire
Le Centre de Mémoire LIESA rassemble du matériel audiovisuel tel que des photos, du son et des images sur DVD, VHS et plus de 20 000 fichiers numérisés pour consultation, étude et recherche sur le plus grand événement culturel du Brésil, le Carnaval.

## Classement
Le classement LIESA est un système de classification pour les écoles de samba de Rio de Janeiro qui participent ou non au groupe spécial.